# 全球暖化大騙局
《全球暖化大骗局》（The Great Global Warming Swindle）是由英國電視導演馬丁·德肯執導的纪录片，於2007年3月8日上映。此片认为，“全球变暖”的科学观点是在资金和政治因素的影响下提出的，科學家本身的立場并不纯正。影片更质疑“全球变暖是人为”这個主張。
但是有科学家（甚至包括影片中被采访的科学家）指出，这部影片存在很多错误和伪造的证据 。
在这部纪录片中，科学家们指出并没有直接证据证明二氧化碳是导致全球变暖的原因，全球变暖更多的是一种宣传，一种政治活动。科学知识社会学中的纲领认为科学知识本身就是权力、利益、修辞等建构而成的。
尽管该纪录片被部分“气候变化论反对者”支持，但是它被许多科学机构和科学家所反对，其中包括影片中被采访的一位科学家。 亦有科学家指出影片中的数据存在不真实的情况。

## 主要论点
1. 西元1940年至1975年人类排放的二氧化碳不断上升，但气温却连续30多年下降，可见二氧化碳和气温上升没有关系。
2. 中世纪温暖期的气温比2007年高，但那时的二氧化碳排放量比现在低得多。
3. 人类每年排放的二氧化碳约65亿吨，但自然产生的二氧化碳达1300亿吨，可见人类对气温的影响是很小的。